# Jan Delvaux
Jan Delvaux (1962) is een Belgische journalist en muziekkenner van Belgische muziek. Hij wordt omschreven als levende harde schijf van de Belgische muziek.

## Biografie
Delvaux is muziekjournalist en auteur van boeken over Begische muziekgeschiedenis, hij schreef onder andere voor Knack. Hij was meerdere jaren actief op radiozenders Radio 1 en Studio Brussel en werkte ook mee aan het televisieprogramma Belpop op Canvas. 
Samen met DJ Bobby Ewing (Jimmy Dewit), met wie hij ook voor televisie vaak samenwerkt,  heeft hij sinds 2013  een reeks theatershows Belpop Bonanza, waarmee ze door Vlaanderen toeren. Daarnaast gaf hij ook lezingen meestal onder de noemer Typisch Belgisch. 
In 2016 werkte hij mee aan de documentaire De Leuvense scene. Eind 2017 presenteerde hij Belpop Bonanza TV op Canvas. In 2018 sprak hij de audiogids in van de Gentse tentoonstelling Lang leve de muziek!. Hij presenteerde in 2020 en 2021 met Tomas De Soete en Jimmy Dewit de live uitzending Canvas Popnacht.

## Publicaties

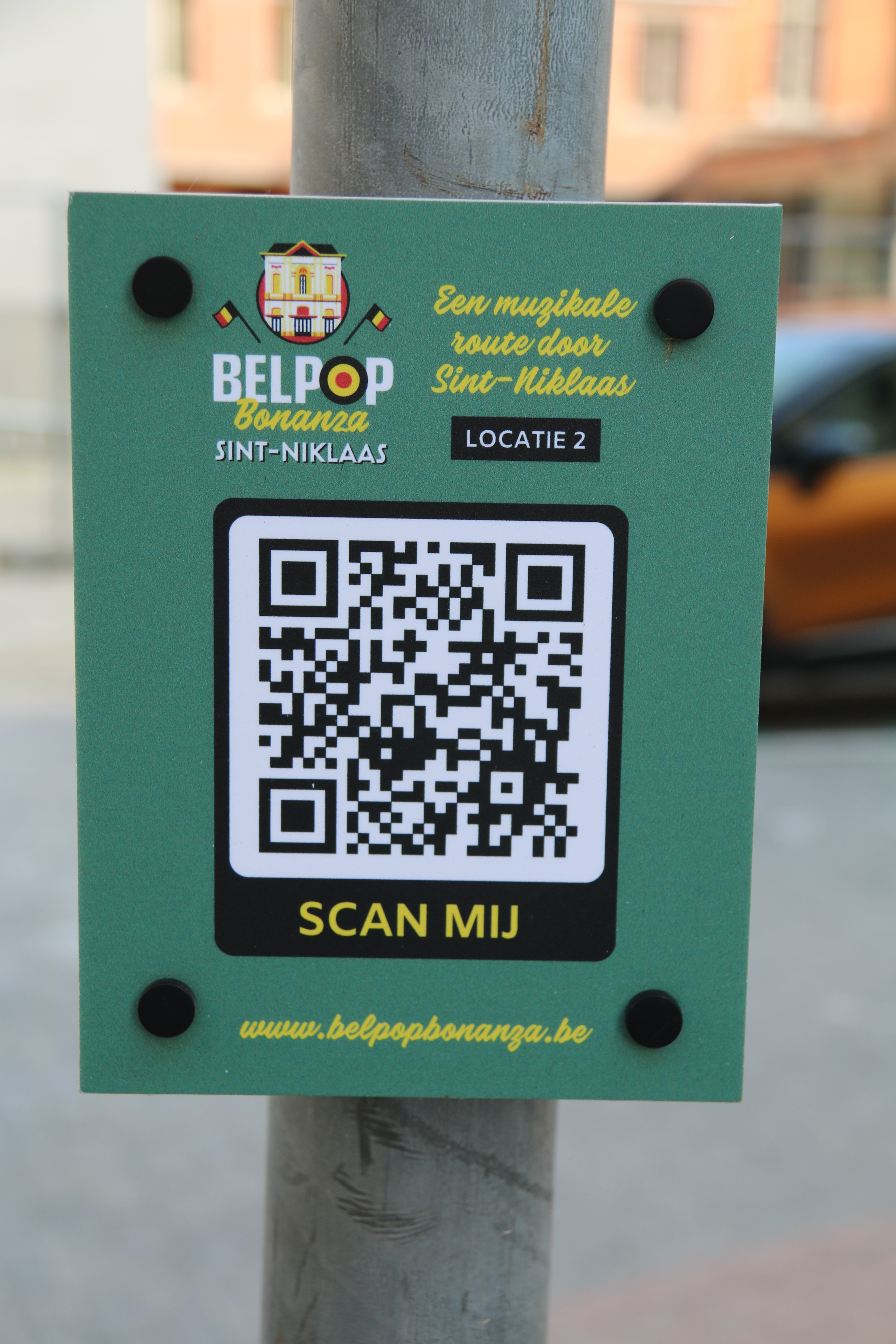
Belpop Bonanza

Delvaux schreef daarnaast ook enkele boeken over de Belgische popmuziek
- Big in Belgium : het verhaal van de Belgische pop (1997)
- Belpop. De Eerste Vijftig Jaar (2011)
- Rock Werchter. Sinds 1975 (2014)
- Belpop Bonanza (2017)
- Rock Torhout (2021)
- De Dikke Delvaux (2022)
- Belpop Bonanza Superstar (2024)

## Theatershows
- Belpop Bonanza (2013)
- Belpop Bonanza Bis (2015)
- Belpop Bonanza Royale (2016)
- Belpop Bonanza TV (2017), verscheen op Canvas.
- Merci Nederland (2018)
- Belpop Bonanza Quattro (2018)
- Belpop Bonanza lokaal, Belpop is overal (2019), op maat van de regio
- Belpop Bonanza Superstar (2024)